# اتو شیمانک
اتو شیمانِک (چکی: Otto Šimánek؛ ۲۸ آوریل ۱۹۲۵ – ۸ مهٔ ۱۹۹۲) بازیگر مشهور اهل جمهوری چک بود. 
شیمانک در تئاتر شهر پراگ کار می‌کرد. او همچنین در هنرستان موسیقی پراگ به تدریس پانتومیم پرداخت. او به دلیل بازی در نقش جادوگر خاموش «پان تاو» در سطح بین‌المللی شناخته شد